# Gambit Esports
Gambit Esports (также Gambit Gaming) — российская киберспортивная организация, основанная в 2013 году. 6 августа 2022 все составы были проданы или распущены.

## История
В СНГ с 2016 года существует дочерняя организация Gambit.CIS, которая дебютировала в летнем сплите Континентальной лиги по League of Legends 2016 и одержала победу в финале летнего сплита Континентальной лиги 2017, обыграв команду М19.
В январе 2018 года стало известно, что организацию Gambit Gaming приобрела компания МТС.

## Counter-Strike: Global Offensive
В январе 2016 года организация Gambit подписывает под свои знамёна команду HS.GG, состоящую из трёх бывших игроков Hellraisers Даурена «AdreN» Кыстаубаева, Рустема «mou» Телепова и Михаила «Dosia» Столярова, а также Дмитрия «hooch» Богданова и Яна «wayLander» Рахконена.
Уже на первом оффлайн-турнире — СНГ майноре MLG Columbus 2016 Gambit становятся чемпионами, тем самым получая слот в закрытую квалификацию на мейджор, которую они также успешно проходят. На самом MLG Columbus 2016 коллектив занял 9-12 место.
В июле 2016 года из основного состава исключён Ян «wayLander» Рахконен, его заменяет Иван «spaze» Обрежан.
На ESL One Cologne 2016 команда занимает 5-8 место.
В сентябре 2016 года Иван «spaze» Обрежан покинул основной состав команды, для участия в Adrenaline Cyber League LAN finals к команде присоединился Эмиль «kUcher» Ахундов. Сразу после окончания турнира о своём уходе из команды объявил Дмитрий «hooch» Богданов. А в середине октября к составу Gambit присоединяются Абай «HObbit» Хасенов и Даниил «Zeus» Тесленко.
На ELEAGUE Major 2017 команда занимает 5-8 место.
На PGL Major Krakow 2017 команда становится чемпионом.
9 августа 2017 года Даниил «Zeus» Тесленко и тренер Михаил «Kane» Благин переходят в Natus Vincere, а 15 августа к команде присоединился Бектияр «fitch» Бахытов. В октябре тренером состава становится Андрей «Andi» Прохоров.
После ELEAGUE Major: Boston 2018 Бектияр «fitch» Бахытов покинул основной состав команды. На замену был приглашён бывший игрок Na’Vi и Flipsid3 Денис «seized» Костин, который вскоре стал полноправным членом команды.
27 мая 2018 года состав команды покидает Денис «seized» Костин, на его место приглашён игрок команды Vega Squadron Николай «mir» Битюков.
10 июня 2018 года пост тренера покидает Андрей «Andi» Прохоров. 24 июня на пост тренера приглашён бывший игрок Flipsid3 Tactics Андрей «B1ad3» Городенский, который взят в аренду у американской организации до конца сентября 2018 года.
На квалификациях к FACEIT Major 2018 команда занимает 8—12 место и не проходит в основную часть мейджора. Сразу после поражения о своём уходе объявляет Абай «HObbit» Хасенов.
19 сентября 2018 года на трансфер выставляется Абай «HObbit» Хасенов.
17 октября 2018 года команду покидает Даурен «AdreN» Кыстаубаев.
На место последних двух приходят Дмитрий «dimasick» Матвиенко и Сергей «Ax1le» Рыхторов.
Вскоре, после неудачного выступления на StarSeries i-League season 7 Europe Qualifier, в команду на место Дмитрия «dimasick» Матвиенко приходит Владислав «bondik» Нечипорчук.
В январе 2019 года команда, впервые с января 2016 года, не попадает на мейджор, заняв лишь четвёртое место на СНГ майноре IEM Katowice 2019.
28 февраля Gambit становится чемпионами Intel Extreme Masters Katowice 2021, победив в финальном матче Virtus.pro. По итогам турнира SH1RO получил звание MVP.
27 ноября 2021 года чемпионский состав «Gambit 2017», победивший на PGL Major Krakow 2017, принял участие в шоуматче против команды «BEBRA». За Бебру выступили такие игроки как: бывший рифлер команды forZe Евгений «FL1T» Лебедев, капитан команды Gambit Владислав «nafany» Горшков, Егор «flamie» Васильев, стример Илья «fANDER» Багрееву и боевая единица Вячеслав «buster» Леонтьев. Матч проходил в формате bo5. Gambit 2017 выбрали Inferno и Nuke, BEBRA — Ancient и Dust 2. Десайдером стала карта Vertigo.
| Украина     | Zeus   |
| ----------- | ------ |
| Казахстан   | AdreN  |
| Казахстан   | HObbit |
| Флаг России | Dosia  |
| Казахстан   | mou    |

| Флаг России | buster |
| ----------- | ------ |
| Флаг России | nafany |
| Флаг России | FL1T   |
| Флаг России | flamie |
| Флаг России | fANDER |

5 сентября 2020 года молодёжный состав, ранее называвшийся «Gambit Youngsters», стал основным составом Gambit Esports. Gambit Youngsters выступали на профессиональной сцене с апреля 2019 года.
24 апреля 2022 года состав был продан организации Cloud9.

### Бывший состав
|                 | Ник             | Полное имя         | Роль               |
| Основной состав | Основной состав | Основной состав    | Основной состав    |
| --------------- | --------------- | ------------------ | ------------------ |
| Флаг России     | ⁠SH1R0           | Дмитрий Соколов    | Снайпер            |
| Флаг России     | Ax1Le           | Сергей Рыхторов    | Стрелок            |
| Флаг Казахстана | Hobbit⁠          | Абай Хасенов       | Стрелок            |
| Россия          | interz          | Тимофей Якушин     | Стрелок            |
| Флаг России     | nafany          | Владислав Горшков  | Капитан            |
| Тренер          |                 |                    |                    |
| Флаг России     | groove          | Константин Пикинер | Константин Пикинер |

### Достижения и результаты
| Место   | Турнир                                | Место проведения | Дата                    | Призовые  |
| 2016    | 2016                                  | 2016             | 2016                    | 2016      |
| ------- | ------------------------------------- | ---------------- | ----------------------- | --------- |
| 9 — 12  | MLG Major Championship: Columbus 2016 | Колумбус (Огайо) | 29 апреля — 3 апреля    | 8750 $    |
| 5 — 8   | ESL One Cologne 2016                  | Кёльн            | 5—10 июля               | 35 000 $  |
| 1       | DreamHack ZOWIE Open Winter 2016      | Йёнчёпинг        | 24—26 ноября            | 50 000 $  |
| 2017    |                                       |                  |                         |           |
| 5 — 8   | ELEAGUE Major: Atlanta 2017           | Атланта          | 22—29 января            | 35 000 $  |
| 2       | cs_summit Spring 2017                 | Лос-Анджелес     | 20—23 апреля            | 33 730 $  |
| 1       | DreamHack Open Austin 2017            | Остин (Техас)    | 28—30 апреля            | 50 000 $  |
| 1       | PGL Major Kraków 2017                 | Краков           | 16—23 июля              | 500 000 $ |
| 3       | DreamHack Masters Malmö 2017          | Мальмё           | 30 августа — 3 сентября | 22 000 $  |
| 3       | DreamHack Open Winter 2017            | Йёнчёпинг        | 1—3 декабря             | 10 000 $  |
| 2018    |                                       |                  |                         |           |
| 9 — 11  | ELEAGUE Major: Boston 2018            | Бостон & Атланта | 19—28 января            | 8750 $    |
| 3       | DreamHack Masters Marseille 2018      | Марсель          | 18—22 апреля            | 22 000 $  |
| 3       | DreamHack Open Tours 2018             | Тур              | 19—21 мая               | 10 000 $  |
| 3       | DreamHack Open Summer 2018            | Йёнчёпинг        | 16—18 июня              | 10 000 $  |
| 3       | IEM Shanghai 2018                     | Шанхай           | 1—6 августа             | 22 000 $  |
| 20 — 22 | FACEIT Major: London 2018             | Лондон           | 12—23 сентября          | —         |
| 3       | ESL One New York 2018                 | Бруклин          | 26—30 сентября          | 25 000 $  |
| 2021    |                                       |                  |                         |           |
| 1       | IEM Katowice 2021                     | ONLINE           | 18—28 февраля           | 400 000 $ |
| 1       | Pinnacle Cup 2021                     | ONLINE           | 3 марта — 4 апреля      | 80 000 $  |
| 2       | ESL Pro League Season 13              | ONLINE           | 8 марта — 11 апреля     | 85 000 $  |
| 2       | DreamHack Masters Spring 2021         | ONLINE           | 29 апреля — 9 мая       | 42 000 $  |
| 1       | IEM Summer 2021                       | ONLINE           | 3—13 июня               | 100 000 $ |
| 1       | BLAST Premier Spring Final 2021       | ONLINE           | 15—20 июня              | 225 000 $ |
| 3       | PGL Major Stockholm 2021              | Стокгольм        | 30 октября — 7 ноября   | 140 000 $ |
| 1       | V4 Future Sports Festival 2021        | Будапешт         | 17—21 ноября            | 171 770 $ |
| 2       | BLAST Premier World Final 2021        | Копенгаген       | 14—19 декабря           | 250 000 $ |
| 1       | Funspark ULTI 2021 Finals             | ONLINE           | 18—24 января            | 150 000 $ |

## Dota 2
Организация Gambit Esports заявила о своём намерении открыть состав в дисциплине Dota 2 в конце апреля 2017 года. В мае была подписана Thug Life, за который выступали, в частности, такие известные игроки, как «ALWAYSWANNAFLY» и «chshrct». С некоторыми заменами состав просуществовал до квалификаций на TI8 и был распущен после провала на них.
Новый состав был анонсирован в октябре 2018 года. Им стала команда ferzee, которая собралась в начале сезона и неплохо себя показала на квалификациях к турнирам. В команду вошли Рината «KingR», Ивана «VANSKOR» , Никита «Daxak», Андрей «Afoninje», Василий «Afterlife».
25 декабря в составе были проведены замены, к Гамбитам присоединились «Fng» и «Immersion», заменив «KingR» и «VANSKOR».
12 августа команду покинул Андрей «Afoninje» Афонин по обоюдному согласию с клубом.
31 августа 2020 истёк контракт с «Fng», который стороны решили не продлевать.
В середине февраля 2021 года организация подписала весь состав Live to Win, за исключением Ростислава fn Лозового, на место которого был подписан Владимир «No[o]ne» Миненко в роли стендина. В команду вошли Кыялбек «dream'» Тайиров, Владимир «No[o]ne» Миненко, Василий «AfterLife» Шишкин, Александр «Immersion» Хмелевской и Акбар «SoNNeikO» Бутаев.
2 апреля «No[o]ne» заявил, что начал поиски новой команды. 5 апреля организация сообщила, что игрок остаётся в составе.

### Бывший состав
| Страна        | Ник          | Полное имя           | Позиция             |
| ------------- | ------------ | -------------------- | ------------------- |
| Россия        | alberkaaa    | Альберт Черноиванов  | Керри               |
| Россия        | meLes        | Андрей Романов       | Мидлейнер           |
| Флаг Украины  | Lorenof      | Артём Мельник        | Оффлейнер           |
| Россия        | Immersion    | Александр Хмелевской | Частичная поддержка |
| Флаг Беларуси | HappyDyurara | Сергей Хоронжий      | Полная поддержка    |

### Достижения
| Место | Турнир                                  | Место проведения | Дата                       | Призовые |
| 2018  | 2018                                    | 2018             | 2018                       | 2018     |
| ----- | --------------------------------------- | ---------------- | -------------------------- | -------- |
| 13—16 | The Kuala Lumpur Major                  | Куала-Лумпур     | 9—18 ноября                | 10 000 $ |
| 2019  |                                         |                  |                            |          |
| 1     | WePlay! Dota 2 Winter Madness           | Online           | 27 декабря 2018 — 5 января | 50 000 $ |
| 2     | The Bucharest Minor                     | Бухарест         | 9—13 января                | 70 000 $ |
| 1     | WePlay! Dota 2 Valentine Madness        | Online           | 10—16 февраля              | 50 000 $ |
| 2     | ESL One Katowice 2019                   | Катовице         | 19—24 февраля              | 65 000 $ |
| 2     | StarLadder ImbaTV Dota 2 Minor Season 1 | Киев             | 7—10 марта                 | 70 000 $ |
| 4     | ESL One Birmingham 2019                 | Бирмингем        | 28 мая — 2 июня            | 20 000 $ |
| 7—8   | Epicenter Major                         | Москва           | 22—30 июня                 | 40 000 $ |
| 2     | ESL One Hamburg 2019                    | Гамбург          | 22—27 октября              | 65 000 $ |

## Valorant
В сентябре 2020 года Gambit подписывает свой первый состав по новой дисциплине Valorant.
В 2021 году команда приняла участие в первом чемпионате мира по Valorant — Valorant Champions Tour. 20 сентября команда стала победителем Valorant Masters Stage 3, обыграв в финале Team Envy. Таким образом, Gambit стала единственной командой, прошедшей на турнир по приглашению, минуя рейтинговую систему квалификаций. В финальной части сезона — на турнире Valorant Champions команда дошла до финала, где в упорной борьбе уступила европейскому составу Acend со счётом 2-3.
6 Августа 2022 года организация объявила о роспуске состава.

### Бывший состав
|                 | Ник             | Полное имя      | Присоединился    |
| Основной состав | Основной состав | Основной состав | Основной состав  |
| --------------- | --------------- | --------------- | ---------------- |
| Россия          | ⁠Chronicle       | Тимофей Хромов  | 28 сентября 2020 |
| Россия          | d3ffo           | Никита Судаков  | 28 сентября 2020 |
| Россия          | Sheydos         | Богдан Наумов   | 28 сентября 2020 |
| Россия          | nAts            | Аяз Ахметшин    | 28 сентября 2020 |
| Россия          | Redgar          | Игорь Власов    | 19 января 2021   |
| Тренер          |                 |                 |                  |
| Россия          | Engh            | Андрей Шолохов  | 28 сентября 2020 |

## Fortnite
1 мая 2022 года организация объявила о роспуске состава по Fortnite.

### Бывший состав
|             | Ник     | Полное имя    |
| ----------- | ------- | ------------- |
| Флаг России | letw1k3 | Марк Данилов  |
| Флаг России | Toose   | Илья Чернышов |

### Достижения
| Место | Игрок | Турнир                                                | Призовые  |
| ----- | ----- | ----------------------------------------------------- | --------- |
| 1     | Toose | Fortnite Champion Series: C2S7 - Grand Finals: Europe | 300 000 $ |

## League of Legends
22 апреля 2021 года организация объявила о роспуске состава по League of Legends.

### Бывший состав
|                 | Ник             | Полное имя            | Позиция          |
| Основной состав | Основной состав | Основной состав       | Основной состав  |
| --------------- | --------------- | --------------------- | ---------------- |
| Россия          | Dreampullka     | Марк Лексин           | Верхняя линия    |
| Флаг Болгарии   | Four            | Станимир Пенчев       | Лесник           |
| Россия          | Phlaty          | Алексей Лемещук       | Средняя линия    |
| Флаг Латвии     | Shiganari       | Артём Первушин        | Нижняя линия     |
| Россия          | Lekcyc          | Александр Лексиков    | Поддержка        |
| Тренеры         |                 |                       |                  |
| Россия          | SaDJesteRRR     | Евгений Старосветский | Тренер           |
| Флаг Украины    | PvPStejos       | Александр Глазков     | Помощник тренера |